# Artur I de Bretanya
Artur I de Bretanya o Artur Plantagenet (29 de març de 1187 - 3 d'abril de 1203) fou fill pòstum de Jofré II Plantagenet i de la duquessa Constància de Bretanya, va ser duc de Bretanya de 1196 a la seva mort, i hereu designat al tron del Regne d'Anglaterra per succeir a Ricard Cor de Lleó.

## Joventut

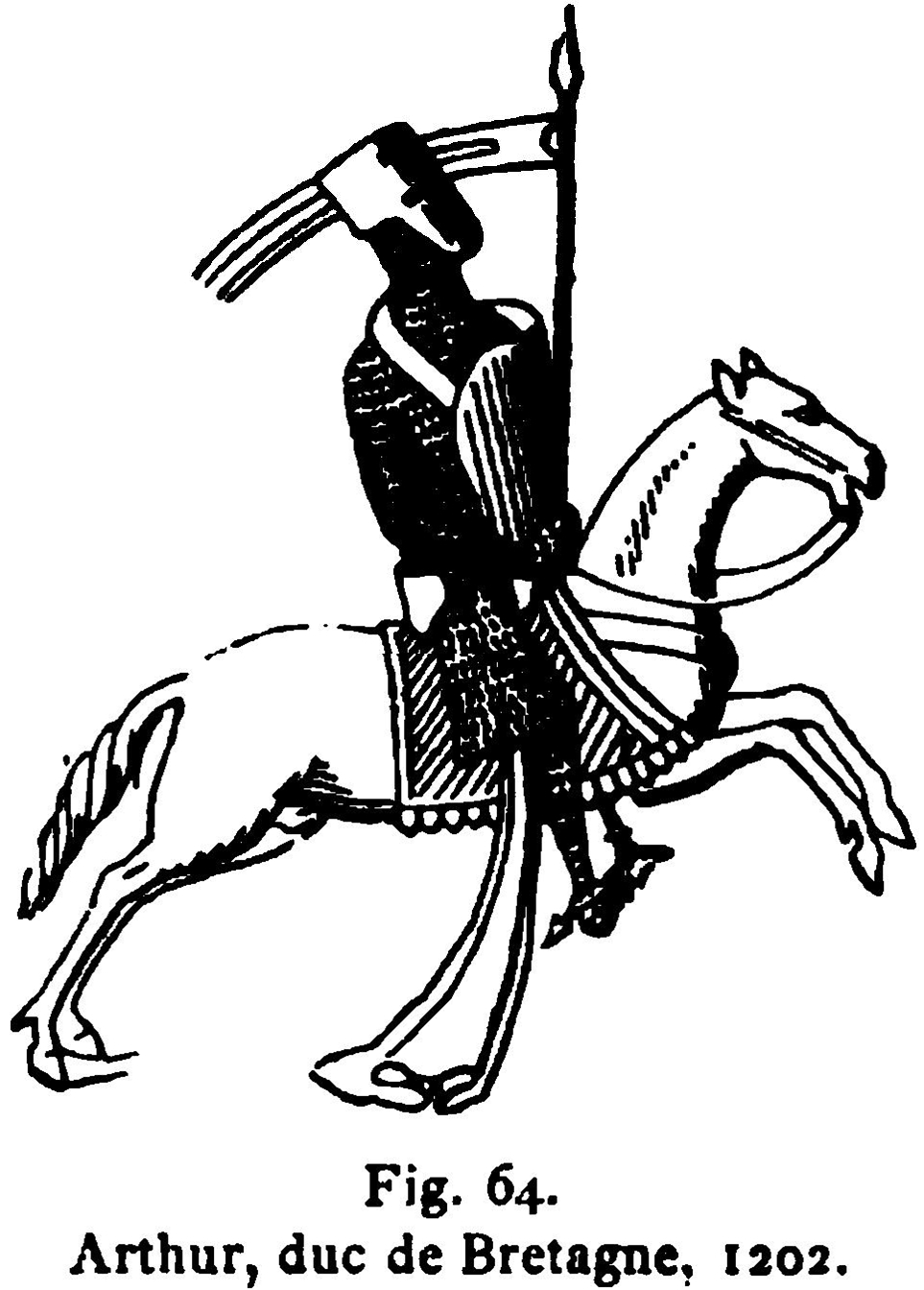
Artur I

El seu nom és rar per a l'època però testimonia la popularitat creixent del mite del rei Artur entre els Plantagenet.
D'infant Artur fou criat al Ducat de Bretanya sota la guarda de la seva mare Constància i amb l'acord dels sobirans Enric II d'Anglaterra, el seu avi, i després de Ricard Cor de Lleó el seu oncle. Durant l'hivern 1190, aquest últim, sense fills, va fer saber que considerava Artur com el seu hereu legítim al tron.
Després de la seva tornada de la croada, el rei sembla que va voler agafar a Artur sota la seva protecció.
El 1196 Constància va fer reconèixer al seu fill Artur, de només vuit anys, com a duc, per una assemblea general de l'aristocràcia. En reacció a aquest esdeveniment, que contrarestava els seus propòsits, Ricard Cor de Lleó la va fer segrestar pel seu propi marit Ranulf de Blondeville, Comte de Chester, Vescomte d'Avranches i va estar empresonada a Pontorson o a Teillay. Ricard va envair breument el ducat. Aquests dos esdeveniments serien mesures de represàlies enfront del rebuig dels bretons de confiar el jove Artur al seu reial oncle. Reunits a Saint-Malo-de-Beignon, els principals aristòcrates bretons reaccionaren fent jurament de fidelitat a Artur.
Probablement poc després, es va sostreure a la guarda dels bretons per ser criat a la cort de Felip August de França, quedant protegit de les ambicions de Ricard Cor de Lleó. Abans 1199, quan tenia uns 12 anys, va retornar a Bretanya. La seva mare el va associar al govern del ducat.

## La competició amb Joan sense Terra

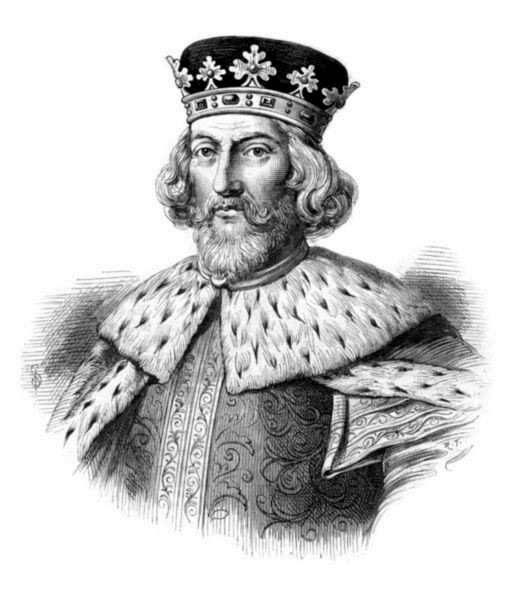
Joan sense Terra

La mort Inesperada de Ricard Cor de Lleó a Châlus (Chasluç), al Llemosí, al Ducat d'Aquitània, el 6 d'abril de 1199 va accelerar els esdeveniments. Artur, sent l'únic fill de Jofré o Geoffroy Plantagenet, germà petit de Ricard Cor de Lleó, reivindica l'heretatge de tots els dominis del Plantagenet, és a dir Anglaterra, Normandia, Anjou, Maine, Poitou i Aquitània. Tanmateix, l'altre germà del difunt, Joan sense Terra, pretenia també la successió. Immediatament, l'hereu del ducat de Bretanya va entrar a l'Anjou, confiat en el suport dels aristòcrates angevins. El maig va trobar a Felip August al que va fer homenatge pels comtat d'Anjou, del Maine i de Tours o Turena. Artur tenia al darrere el suport de la seva mare Constància, dels bisbes de Vannes i de Nantes, de l'abat de Saint-Melaine de Rennes i d'importants barons bretons dels quals els principals eren Geoffroy III de Chateaubriant, Guillem II de la Guerche, Geoffroy II d'Ancenis, Conan I de Léon i Andreu III de Vitré. Aquests personatges, així com alguns senyors francesos, van rebre diverses terres angevines. Artur va anomenar senescal d'Anjou i de Maine a Guillaume des Roches. Joan sense Terra fou tanmateix el gran guanyador de la competició, ja que es va proclamar rei d'Anglaterra i duc de Normandia. Guillaume des Roches va aconseguir molt breument reconciliar Artur amb el seu oncle. Però des de la fi setembre de l'any 1199, l'infant es va posar novament sota la protecció del rei de França. Va estar a París dos anys.
Joan sense Terra va rematar el seu triomf el maig de 1200 al Tractat de Goulet: Felip Augist el va reconèixer com l'hereu de la totalitat dels dominis Plantagenet. Abandonats pel rei capet, Artur i la seva mare no van tenir altra opció que fer homenatge al sobirà anglès per la Bretanya. El setembre de 1201 va morir la duquessa Constància. Artur va pujar llavors formalment al tron de Bretanya. No sembla haver heretat en canvi  Richmondshire que la seva mare posseïa a Anglaterra, i probablement Joan l'hauria confiscat i l'hauria concedit com a recompensa a un fidel.
L'abril 1202, Felip August va trencar la pau feta amb Joan sense Terra i, per tant, va passar a afavorir de nou a Artur. El jove príncep participa en el camp del rei de França a Normandia. Després de la presa de Gournay-en-Bray, fou armat cavaller pel rei de França. Felip August a més li va donar la mà de la seva filla Maria de França i de Merània. Fou proclamat duc de Bretanya, comte d'Anjou, de Maine, de Turena i de Poitou amb l'encàrrec d'apoderar-se d'aquestos territoris. Amb 15 anys, Artur va poder tenir un paper més actiu. Tanmateix el seu impuls fou aviat aturat: a l'agost del 1202, mentre que l'adolescent assetjava la ciutat de Mirebeau (prop de Loudun on es refugiava la seva àvia Elionor d'Aquitània, principal suport de Joan sense Terra contra Felip August, Guillem de Briouze el va capturar i el va mantenir sota la seva vigilància a Falaise i després a Rouen.

## Desaparició i mort d'Artur
Grans incerteses romanen en la manera com Artur va trobar la mort:
- Sols els Annals de Margam donen una data per a la mort d'Arthur, el 3 d'abril de 1203, data a la qual se sap d'altra banda que Joan era a Rouen:[14]

| « | Després que el rei Joan va haver capturat Artur i el va haver tingut viu per a algun temps a la presó, després de sopar el dijous que precedeix Pasqua, com Joan estava ebri i posseït del dimoni ['ebrius i daemonio plenus'], va matar Artur de la seva pròpia mà i va llançar el cos lligat a una pesant pedra, al Sena. Un pescador el va trobar a la seva xarxa, i havent estat portat sobre la riba i havent estat reconegut, va ser portat per ser secretament inhumat, per temor del tirà, al priorat de Bec anomenat Nostra Senyora dels Prats (Notre Dame des Prés) | » |

.;
- Segons Walter de Coventry, Artur va desaparèixer de sobte i el lloc de la seva sepultura és desconegut.;[16]

- Segons Ralph abat de Coggeshall, Hubert de Burgh, l'oficial que manava la fortalesa de Rouen, va rebre ordre del rei, amb el consentiment del seu consell, d'enuclear a Artur i de fer-li experimentar altres mutilacions per tal de deixar-lo incapacitat al tron. Hubert no va complir l'orde però va dir al rei que Artur havia mort i que se l'havia enterrat a l'abadia cistercenca de Sant André de Gouffen.;[16]

- Segons altres fonts Hubert de Burgh va afirmar haver enviat a Artur, vers la Pasqua de 1203, als agents del rei, enviats per castrar al jove, i aquest hauria mort en l'operació.

- Els annalistes francesos i bretons atribueixen el crim a la pròpia mà de Joan i assenyalen que quinze dies després del crim, els bretons es reuniren en força a Vannes i enviaren al bisbe de Rennes a demanar a Felip August de fer jutjar a Joan pels seus pars. Joan fou desposseït dels seus béns a França i el rei francès va conquerir Normandia l'any següent.[16]

- En el moment del desembarcament del delfí Lluís de França a Anglaterra el 1216, l'homicidi d'Artur, pel qual s'assenyala que Joan va ser jutjat i condemnat pels seus pars, fou un dels principals motius invocats per justificar l'acció, i és l'únic document oficial que fa referència a aquesta mort.;[16]

- El 1208 amb un pretext aparentment fútil, però més probablement a causa de les fuites sobre la mort d'Artur, Joan sense Terra es va apoderar de tots els dominis de Guillem de Briouze, aleshores el seu favorit principal i va exigir l'entrega del seu fill gran com a ostatge. Maud de Briouze va respondre que ella no confiaria mai un dels seus fills a qui tant vilment havia assassinat al seu propi nebot. Maud i el seu fill foren llavors emmurats vius al castell de Corfe i Guillem, que havia aconseguit fugir disfressat de captaire, va morir a París poc després; hauria fet una deposició sobre les circumstàncies de la mort d'Artur, que no ha estat mai trobada.

- Altres autors estimen que fou a partir del 1208 quan es va conèixer la mort d'Artur.

La seva germana Elionor de Bretanya, hereva legitima dels Plantagenet a la mort d'Artur, va restar empresonada fins a la seva mort 38 anys després en temps d'Enric III d'Anglaterra.

## Conseqüències de la mort d'Arthur

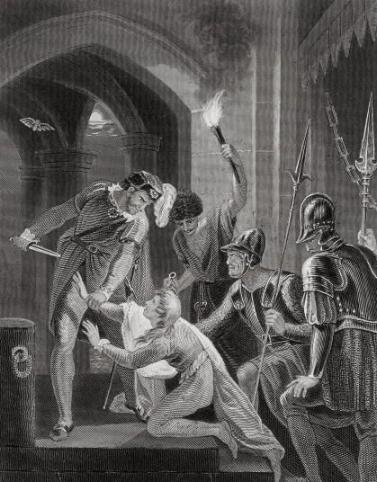
La mort d'Artur

El vencedor de Joan, el rei de França Felip August, es va apoderar de Bretanya, ja que la germanastre d'Artur, Alix de Bretanya, era menor. Guy de Thouars, pare d'Alix i governador (batlle) del ducat, no es va oposar al rei i el 1213, Felip Augist va casar a Alix amb el seu cosí capet Pere de Dreux, tot i que ja estava promesa amb Enric II d'Avaugour. Així la dinastia cornuallesa va donar pas a la dinastia capeta. Els ducs capets seran en conjunt fidels als reis de França; caldrà esperar la guerra de Successió Bretona i l'adveniment de la dinastia dels Montfort perquè els ducs s'alliberin de nou de la tutela francesa.

## En la literatura
Entre els esdeveniments històrics evocats en l'obra teatral la Vida i La Mort del Rei Joan escrita per William Shakespeare entre 1593 i 1596, el tractament infligit al jove Artur pren un lloc important, sense tanmateix donar una real unitat a la peça. En l'acte IV, Hubert de Burgh, el carceller d'Artur, es prepara a sacrificar al jove cremant-li els ulls amb un ferro vermell, sota les ordres del rei Joan. La innocència del jove príncep el va dissuadir. Llavors els nobles aconsegueixen convèncer Joan que valia més alliberar Artur què matar-lo, ja que el poble murmurava. Quan Hubert es presenta al rei tots interpreten el seu silenci com la confessió d'una missió consumada i els nobles, indignats, abandonen la cort. Joan s'assabenta que els francesos envaeixen Anglaterra, i que l'anunci de la mort d'Artur ha sublevat al poble. Artur mor accidentalment, intentant evadir-se. Els nobles juren venjar la seva mort i es passen a l'enemic.